# Свинячий грип

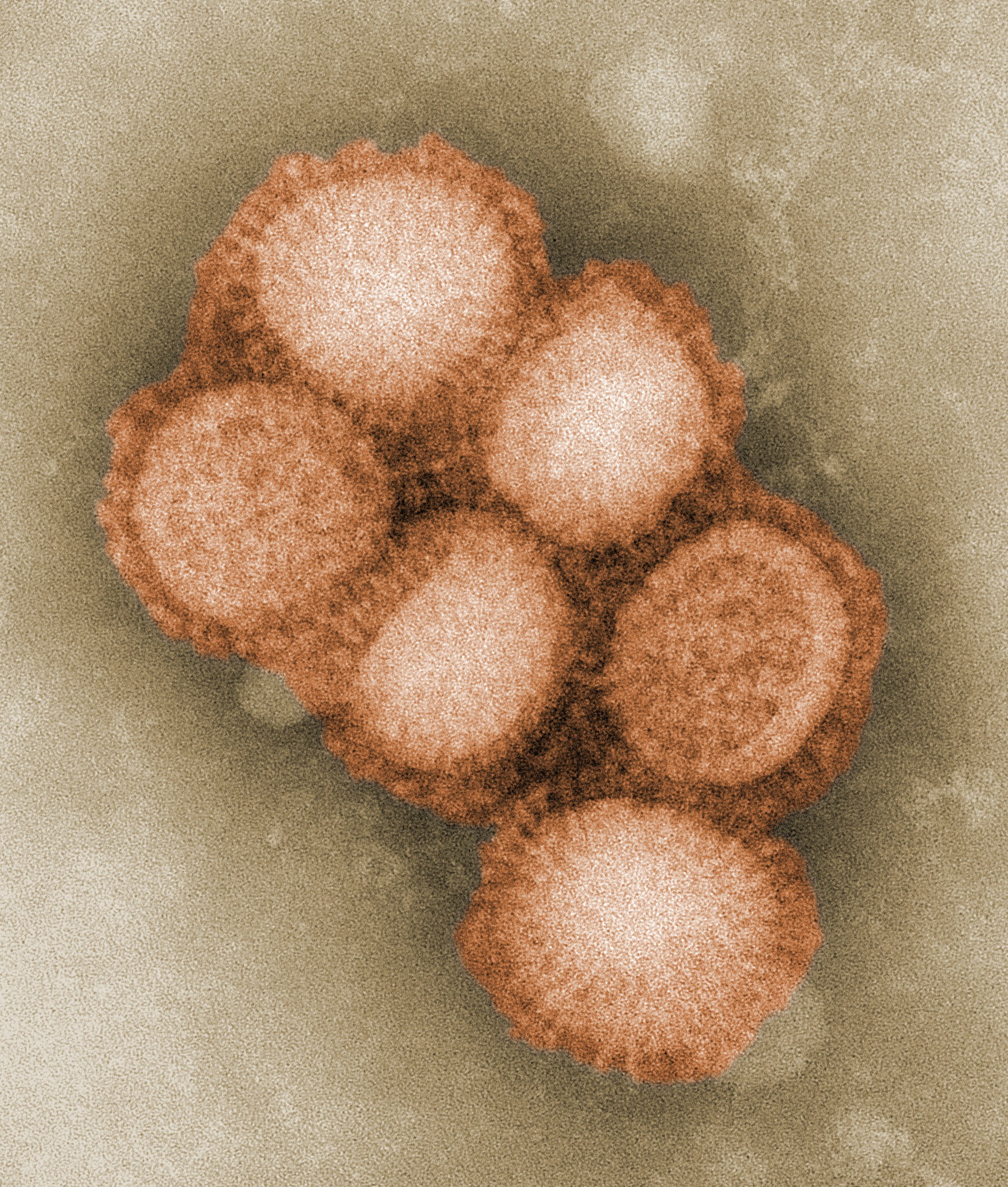
Вірус A/H1N1 під мікроскопом

Карта ураження грипом H1N1 у 2009 році

Свинячий грип (лат. grippus suum) — умовна назва захворювання, що виникає внаслідок зараження одним з численних вірусів свинячого грипу.
Вірус свинячого грипу (ВСГ) — будь-який зі штамів грипу, який циркулює у свиней.
Назва не є науковою, стала поширеною в ЗМІ після виявлення декількох вірусів «свинячого» грипу, що можуть призвести до захворювння людей. Відомі такі підтипи грипу A як то H1N1, H1N2, H3N1, H3N2, та H2N3, що є причиною й захворювання у птахів (пташиний грип).
Характеризується катаральним запаленням дихальних шляхів, слабістю та гарячкою. Реєструється у багатьох країнах світу. Завдає великих економічних збитків свинарським господарствам — викликає високу смертність молодняку (10-60 %) та зниження продуктивності у тварин при відгодівлі.

## Причини виникнення й умови поширення
Збудник — РНК-вірус грипу типу А з родини Orthomyxoviridae (рід Influenza А) із підтипами H1N1, H1N2, H3N1, H3N2. Вірус культивується на курячих, качиних, перепелиних ембріонах, у первинних культурах тканин нирки великої рогатої худоби, свиней, овець. Має широкий спектр аглютинуючої активності відносно еритроцитів різних видів тварин, у тому числі птахів. Малостійкий до факторів фізичного та хімічного впливу.
Уражає великі групи тварин. Хвороба частіше спостерігається на початку зими або ранньої весни, причому спалах зазвичай виникає в непогожу погоду, у вологих приміщеннях, при несприятливих зоогігієнічних умовах утримання тварин. Зазвичай занедужують підсисні поросята та молоді тварини у віці до 1 року. Джерело збудника інфекції — хворі тварини й вірусоносії. Шлях зараження — повітряно-краплинний.

## Перебіг і симптоми
Інкубаційний період складає одну-три доби. Хвороба протікає гостро, в ускладнених випадках можливий підгострий і хронічний перебіг. У першу добу характерне підвищення температури до 41 °C, відмова від корму, млявість, чхання, кашель, витікання з носових отворів, кон'юнктивіт. Тварини лежать, не реагують на оточення, іноді приймають позу сидячого собаки. При підйомі та прогоні у тварин приступи хворобливого кашлю. Тварини видужують через сім-десять діб. В ускладнених випадках хвороба протікає важко протягом декількох тижнів і навіть місяців. Тварини худнуть і в них з'являються ознаки плевропневмоперикардиту, хронічного риніту, отиту та гаймориту. У результаті вторинної інфекції часто розвивається крупозна пневмонія, що має летальну перспективу. При хронічному плині прогноз несприятливий.

### Патологоанатомічні зміни
У верхніх дихальних шляхах і легенях виявляють серознокатаральні запалення слизових оболонок із пневмонічними осередками в верхніх і середніх частках легенів. У просвітах бронхів і на слизуватих оболонках — значна кількість катарального ексудату, тягучого слизу. Пневмонічні осередки вишневочервоного кольору, різко відмежовані від здорової тканини легенів. Іноді мається плеврит, крововиливи на серозних і слизових оболонках, міокарді, паренхіматозних органах. Характерний лімфаденіт і гіперплазія бронхіальних і средостінних лимфовузлів. В ускладнених випадках виявляються осередки крупозного запалення легенів і некротичні фокуси в легенях, перикарді, міокарді, селезінці й інших паренхіматозних органах. При цьому відзначають всі ознаки сепсису.

## Імунітет
Свині, що перехворіли свинячим грипом, не реагують на наступну інтраназальну аплікацію вірулентного вірусу та зберігають імунітет протягом трьох-чотирьох місяців.

## Профілактика та засоби боротьби
Вирішальне значення в профілактиці свинячого грипу мають санітарногігієнічні умови утримання тварин, повноцінна годівля, своєчасна дезінфекція, карантин новоприбулих тварин. Імунізація свиней розроблена недостатньо, хоча існує ряд вакцин, що забезпечують стійкий імунітет.

## Спалах серед людей у 2009 році
У травні 2008 року Борис Люшняк, керівник групи з підготовки до пандемії у США (ця група займається боротьбою з поширенням масових епідемій) доповідав, що людство напередодні всесвітньої епідемії H1N1. Було навіть прораховано скільки може померти людей на всій планеті від цієї недуги — понад 250 тис.
У березні-квітні 2009 року в Мексиці зафіксовано спалах свинячого грипу штаму H1N1 серед людей. Збудником нової хвороби, що отримала назву північноамериканський (або мексиканський) грип, став вірус «Каліфорнія 04/2009», який утворився з людського вірусу грипу A (підтип H1N1) і частково з декількох штамів вірусу свинячого грипу.
Станом на 26 серпня 2009 р. у всьому світі зафіксовано 253169 підтверджених випадків зараження людей штамом H1N1. Померло 2572 хворих в 134 регіонах світу.

### Клінічні прояви у заражених людей

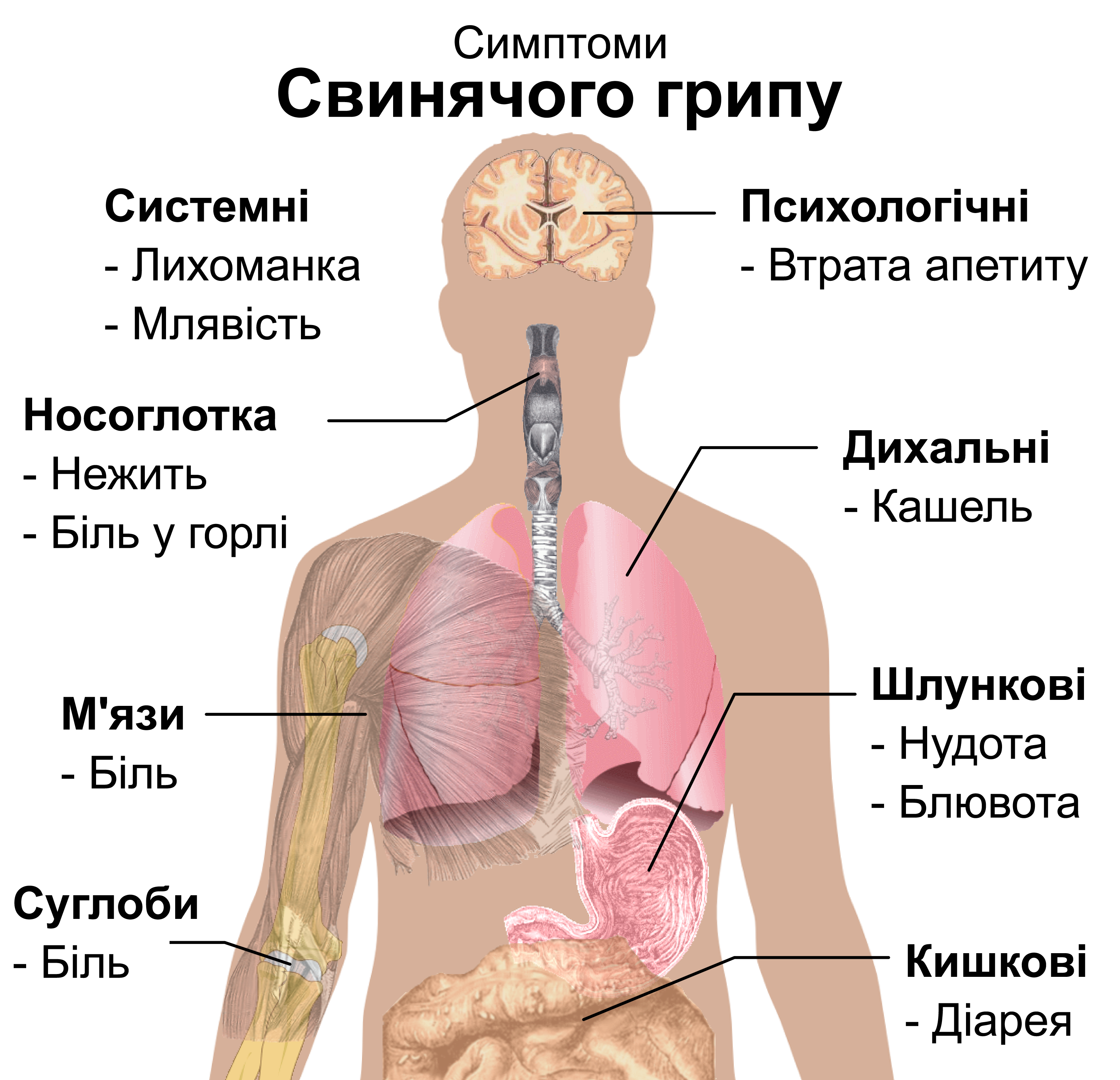
Симптоми свинячого грипу

Клінічні ознаки грипу типу А/H1N1:
- головний біль
- міалгія
- біль у горлі
- гарячка
- кашель
- нежить
- закладеність носа
- сонливість, поганий апетит
- в окремих випадках — нудота, блювання і діарея.

Клінічні ознаки не відрізняються від таких, які з'являються при людському грипі, спричиненому іншими типами вірусу.

### Ситуація в Україні
Державний комітет ветеринарної медицини України 27 квітня 2009 року заборонив ввозити живих свиней та свинину зі США, Мексики, Нової Зеландії та Канади, відвантажених після 21 квітня 2009 року. Також Міністерство охорони здоров'я створило штаб по запобіганню появи свинячого грипу (штам Н1N1). Симптомами захворювання на вірус H1N1 є ті самі, що і звичайного грипу — температура, біль у горлі та органах дихання, поганий апетит. Всі інфіковані скаржаться на неймовірну слабкість.
Незвичним для інфекцій грипу є той факт, що новий вірус вражає в першу чергу молодих дорослих, а не дітей та людей похилого віку, як це типово для інших видів грипу.
Як зазначає The Daily Mail, у зоні ризику — здорові молоді люди у віці від 25 до 45 років.
2 червня 2009 року в Україні підтверджено перший випадок захворювання свинячим грипом А (Н1N1) у 24-літнього парубка — громадянина України, який прибув у Київ зі США (транзитом через Париж).
28 жовтня 2009 року завдяки засобам масової інформації на заході України почалася паніка (серед людей поширюються чутки, що люди масово помирають від невідомої форми пневмонії), в аптеках закінчилися ватно-марлеві пов'язки, антибіотики.
Станом на 29 жовтня, кількість хворих на ГРВЗ становила близько 40 тисяч, із них 3,5 тис. дітей. Померло 30 людей. Усього госпіталізовано 951 особу, з них 497 дітей. За останні десять днів особливо загострилася ситуація в Тернопільській області, де зареєстровано близько 30 тисяч хворих. Випадки захворювання реєструються у Вінницькій, Хмельницькій, Закарпатській та Київській областях. Мав місце стрімкий перебіг від початку захворювання до розвитку атипової пневмонії, яка важко піддається лікуванню.
30 жовтня 2009 Міністр охорони здоров'я України Василь Князевич повідомив, що в Україні почалася епідемія каліфорнійського грипу A/H1N1.
30 жовтня 2009 року закрито 9 областей західної України на карантин, також закрито всі українські навчальні заклади на карантин тривалістю три тижні.

## Виноски
1. 1 2 3 4  Disease Ontology — 2016.
2. 1 2  Drug Indications Extracted from FAERS — doi:10.5281/ZENODO.1435999
3. ↑  
Swine influenza. The Merck Veterinary Manual. 2008. Архів оригіналу за березень 4, 2016. Процитовано 30 квітня 2009.
4. ↑  ЧАП ВООЗ про свинячий грип (Swine influenza frequently asked questions) (англ.)
5. ↑  Update: Drug Susceptibility of Swine-Origin Influenza A (H1N1) Viruses, April 2009 [Архівовано 2 травня 2009 у Wayback Machine.] — Centers for Disease Control and Prevention
6. ↑  Свинячий грип A(H1N1) вбив вже майже 2,6 тис. людей у всьому світі. Архів оригіналу за 11 березня 2011. Процитовано 26 серпня 2009.
7. ↑  Україна заборонила ввезення свинини із США, Мексики, Нової Зеландії та Канади через свинячий грип
8. ↑  В Україні створено штаб для запобігання появи свинячого грипу. Архів оригіналу за 26 серпня 2009. Процитовано 27 квітня 2009.
9. ↑  В Україні підтверджений перший випадок захворювання свинячим грипом [Архівовано 5 червня 2009 у Wayback Machine.] (рос.)
10. ↑  Прибувший у Київ 29 травня зі США українець із імовірністю 99 % заражений вірусом грипу А (H1N1) — Мінздрав [Архівовано 5 червня 2009 у Wayback Machine.] (рос.)
11. ↑  http://www.dt.ua/1000/1550/67644/ [Архівовано 3 листопада 2009 у Wayback Machine.] Час надівати і зривати маски
12. ↑  МОЗ: в Україні розпочалася епідемія «свинячого грипу». УНІАН. 30 жовтня 2009. Архів оригіналу за 7 січня 2010. Процитовано 7 червня 2021.